# 唐納德·特里普利特
唐纳德·格雷·特里普利特（英語：Donald Gray Triplett，1933年9月8日—2023年6月15日），美国银行家，于1943年被精神病医师里奥·肯纳确诊患有自闭症并标记为“1号病例”，成为该病症的首例确诊个案。他具有很强的博学能力，且能准确说出钢琴上的音符的能力，心算乘法的速度也极为迅速。

## 早年生活
特里普利特出生于密西西比州的森林城。在很小的时候，特里普利特表现得极为内向，无法对父母的手势以及话语作出回应，常常语无伦次，亦从不与其他孩子玩耍，并且表现得有意疏远他人。
3岁时，父母将特里普利特送到了收容机构，不过在一年后又将他领回。根据父亲比蒙（Beamon）的描述，特里普利特虽然不参与社交，但对于数字模型、音符、字母和美国总统的照片有着极大兴趣，在一岁时就能够精准哼唱出许多曲调。小时候的特里普利特特别不愿意吃东西，且看到别的孩子吃冰激凌或糖果时也不为所动。到了两岁时，特里普利特能够完整背下《旧约圣经》中的诗篇第23篇以及一组25条的长老宗教义问答（可能是威斯敏斯特的大要理或小要理问答）。2岁那年的圣诞节，特里普利特完整唱下了一首之前仅仅听过一次的歌曲，并且音准极为完美。
特里普利特亦喜欢自己编写音乐旋律，并且回答问题时常常只说一个字（经常是“yes”或“no”）。他还特别喜欢旋转物块、锅具以及其他圆形物体，而对于三角形物体和秋千则表现出厌恶。他起初对滑梯也不感兴趣，但后来在单独一个人的时候亦有开始玩耍。另外，特里普利特的情绪时常崩溃，且非常害怕被打屁股，不过亦并不会在两者之间建立联系，即并不会因为受罚而崩溃。
特里普利特有模仿言語的倾向，但常常无法正确使用代词，经常称自己为“你”而叫对面说话的人为“我”。每当进入一间屋子时，特里普利特会径直走向玩具，而完全不理会屋子里的所有人，包括他父亲特意为他雇的其他孩子和圣诞老人扮演者在内。此外他还经常不愿意直视他的母亲。
1938年10月，特里普利特一家去到了哈麗特·萊恩之家（Harriet Lane Home）并找到了精神病医师里奥·肯纳，后者最终确诊出特里普利特患有自闭症。此后特里普利特又多次去过哈麗特·萊恩之家，前后接受过三名医师的照看，甚至其中两名已经记住了他，但他始终从不理会他们的存在，而是径直去摆弄桌上的纸张和书籍。为了探究特里普利特的“痴迷性格”，肯纳曾经试图与他对话，并问过他几个减法问题，但他却离奇地回答道自己要“画一个六边形”。1944年，在肯纳的安排下，特里普利特去到了一户农场主家中居住，其喜欢计算和测量的癖好也在帮忙耕地等过程中得到了运用。四年后，特里普利特重新回到了父母身边。
1947年，特里普利特得了一场青年型类风湿性关节炎，并且差点被夺去生命，不过通过使用金盐药物，他最终成功痊愈，且据其弟弟回忆，他的自闭症症状似乎也得到了好转。他逐渐开始学习在钢琴上弹奏一些简单的曲调，注意力也变得更为集中，在回答其他人时亦开始说得越来越清楚。由于被认为是自闭症病因之一的汞中毒的治疗药物也是金盐，故特利普利特的这段经历后来被一些人用以支持自闭症系由外界因素引起的理论。
不过特里普利特仍然具有自闭性崩溃的倾向，由于当时对于自闭症谱系障碍的认知较为缺乏，医学界将这一倾向称为“乱发脾气”（temper tantrums）。另外，特里普利特亦常做出一些令人不安的行为，例如站到桌上、把食物塞进头发里、咬纸、把房门钥匙放在排水道里等。自从在百科全书上学到15个词语后，特里普利特总是喜欢无缘无故地不断重复这些词语。另外，特里普利特在和人说话或做手势交流时仍然不看对方，且只有在想要某样东西的时候才与人交流，而在得到想要的东西或某个问题的答案后，他的兴趣又会立马消散。后来他又开始喜欢按照日期给电影或者《时代杂志》分类，但对于实际内容又完全没有兴趣。

## 教育经历及成年生活
特里普利特的确诊在自闭症专家和呼吁关怀者之间引发了诸多争论，据《BBC杂志》作家约翰·唐文和卡伦·扎克描述，在此后的数十年里，自闭症的研究人员、相关教育界人士、活动家以及患者们自己共同“上演了各种闹剧”。不过特里普利特及其家人则一直没有参与这些争论，他先是成功进入了当地的高中上学，并得到了老师和同学的接受，又在1958年成功从米尔萨普斯学院取得法语专业学士学位，此后他回到了家乡，进入当地一家由父亲持有部分股权的银行工作了65年之久，根据银行CEO透露，特里普利特在工作中是一个非常有趣的人。
在去世前，特里普利特一直一个人住在继承而来的一间大房子里。他平日喜欢去打高尔夫，并在27岁时学会了开车，经常利用闲暇时间出国旅游。
2023年6月15日，经过其所在银行的资深副总裁证实，特里普利特因癌症逝世，其葬礼于19日于当地的长老教堂举行。

## 影响
记者约翰·唐文和卡伦·扎克曾经对特里普利特进行过采访，并将其生平经历总结成文发表在了《大西洋》杂志上。其后二人又以特里普利特为主角撰写了书籍《不同的音调》，而该书后来又被公共广播电视公司改编成了纪录片。
特里普利特的侄子曾经表示，他认为特里普利特的一生能够“给那些孩子因为各种原因而与众不同的父母带来希望”。